# 광주야구소프트볼협회

## 가맹 단체

### 초등부
- 광주대성초등학교 야구부
- 광주수창초등학교 야구부
- 광주화정초등학교 야구부
- 광주서림초등학교 야구부
- 광주송정동초등학교 야구부
- 광주학강초등학교 야구부
- 광주서석초등학교 야구부

### 중등부
- 동성중학교 야구부
- 충장베이스볼클럽
- 무등베이스볼클럽
- 진흥중야구부
- GJ스타즈 베이스볼 클럽
- 광주 베이스볼 클럽

### 고등부
- 광주제일고등학교 야구부
- 광주진흥고등학교 야구부
- 광주동성고등학교 야구부

### 대학부
- 동강대학교 야구부
- 조선이공대학교 야구부
- 송원대학교 야구부